# Denis Suárez
Denis Suárez Fernández (Salceda de Caselas, 6 gennaio 1994) è un calciatore spagnolo, centrocampista del Villarreal.

## Caratteristiche tecniche
Esterno di centrocampo molto versatile, può essere utilizzato anche come ala (sia a destra che a sinistra) in un attacco a tre, o come trequartista dietro le punte. Giocatore molto dinamico e abile nel dribbling, possiede un grande tocco di palla ed una buona visione di gioco, che gli permette anche di sfornare assist in quantità per i compagni di squadra.

## Carriera

### Club

#### Esordi e Manchester City
Cresciuto calcisticamente nelle giovanili del Celta Vigo, il 23 maggio 2011 passa al Manchester City. Viene convocato per la prima volta in prima squadra nella partita di League Cup contro il Birmingham City. Debutta contro il Wolverhampton, sostituendo al 67' Samir Nasri sempre in una partita di coppa. Il 17 maggio 2012 gioca con la squadra delle riserve nella sconfitta per 2-0 contro i rivali dello Manchester Utd. Alla fine del 2012 viene nominato Young Player of the Year.

#### Barcellona e prestito al Siviglia
Il 22 agosto 2013 si trasferisce al Barcellona, che lo gira alla squadra delle riserve. Gioca il suo primo anno da professionista nella seconda serie spagnola, realizzando 7 gol e 12 assist in 36 partite.
Il 16 giugno 2014 passa al Siviglia con la formula del prestito biennale, nell'affare che porta Ivan Rakitić al Barça. A fine stagione vince, con i rojiblancos, l'Europa League.

#### Villarreal e ritorno al Barcellona
Il 29 agosto 2015 viene acquistato per quattro milioni di euro dal Villarreal. Dopo una stagione ad alti livelli, condita da 48 presenze e cinque gol tra campionato e coppe, il 4 luglio 2016 il Barcellona decide di esercitare il diritto di riacquisto per Suárez, fissato a tre milioni e mezzo.

#### Prestito all'Arsenal
Il 31 gennaio 2019, dopo aver prolungato il proprio contratto con il Barcellona, passa in prestito all’Arsenal fino al termine della stagione.

#### Ritorno al Celta Vigo e prestito all'Espanyol
Il 30 giugno 2019 viene ufficializzato il suo ritorno (dopo 8 anni) al Celta Vigo, club in cui è cresciuto calcisticamente.
Il 31 gennaio 2023 viene ceduto in prestito all'Espanyol.

#### Ritorno al Villarreal
Il 27 giugno 2023 fa ritorno al Villarreal.

### Nazionale
Ha giocato l'Europeo Under-19 del 2012 (vincendolo) e il Mondiale Under-20 del 2013. Nel 2014 debutta con l'Under-21 spagnola.
Il 29 maggio 2016 debutta nella Nazionale maggiore, in un'amichevole disputata contro la Bosnia ed Erzegovina, entrando al 46º al posto di David Silva.

## Statistiche

### Presenze e reti nei club
Statistiche aggiornate al 13 settembre 2023.
| Stagione               | Squadra                | Campionato             | Campionato | Campionato | Coppe nazionali | Coppe nazionali | Coppe nazionali | Coppe continentali | Coppe continentali | Coppe continentali | Altre coppe | Altre coppe | Altre coppe | Totale | Totale |
| Stagione               | Squadra                | Comp                   | Pres       | Reti       | Comp            | Pres            | Reti            | Comp               | Pres               | Reti               | Comp        | Pres        | Reti        | Pres   | Reti   |
| ---------------------- | ---------------------- | ---------------------- | ---------- | ---------- | --------------- | --------------- | --------------- | ------------------ | ------------------ | ------------------ | ----------- | ----------- | ----------- | ------ | ------ |
| 2011-2012              | Manchester City        | PL                     | 0          | 0          | FACup+CdL       | 0+1             | 0               | UCL+UEL            | 0                  | 0                  | CS          | 0           | 0           | 1      | 0      |
| 2012-2013              | Manchester City        | PL                     | 0          | 0          | FACup+CdL       | 0+1             | 0               | UCL                | 0                  | 0                  | CS          | 0           | 0           | 1      | 0      |
| Totale Manchester City | Totale Manchester City | Totale Manchester City | 0          | 0          |                 | 2               | 0               |                    | 0                  | 0                  |             | 0           | 0           | 2      | 0      |
| 2013-2014              | Barcellona B           | SD                     | 36         | 7          | -               | -               | -               | -                  | -                  | -                  | -           | -           | -           | 36     | 7      |
| 2014-2015              | Siviglia               | PD                     | 31         | 2          | CR              | 6               | 1               | UEL                | 9                  | 3                  | SU          | 1           | 0           | 46     | 6      |
| 2015-2016              | Villarreal             | PD                     | 33         | 4          | CR              | 2               | 0               | UEL                | 13                 | 1                  | -           | -           | -           | 48     | 5      |
| 2016-2017              | Barcelona              | PD                     | 26         | 1          | CR              | 7               | 2               | UCL                | 1                  | 0                  | SS          | 2           | 0           | 36     | 3      |
| 2017-2018              | Barcelona              | PD                     | 18         | 2          | CR              | 5               | 1               | UCL                | 3                  | 0                  | SS          | 1           | 0           | 26     | 3      |
| 2018-gen. 2019         | Barcelona              | PD                     | 2          | 0          | CR              | 4               | 2               | UCL                | 2                  | 0                  | SS          | 0           | 0           | 8      | 2      |
| Totale Barcellona      | Totale Barcellona      | Totale Barcellona      | 46         | 3          |                 | 15              | 5               |                    | 6                  | 0                  |             | 3           | 0           | 71     | 8      |
| gen.-giu. 2019         | Arsenal                | PL                     | 4          | 0          | FA+CdL          | -               | -               | UEL                | 2                  | 0                  | -           | -           | -           | 6      | 0      |
| 2019-2020              | Celta Vigo             | PD                     | 26         | 1          | CR              | 2               | 0               | -                  | -                  | -                  | -           | -           | -           | 28     | 1      |
| 2020-2021              | Celta Vigo             | PD                     | 35         | 0          | CR              | 2               | 0               | -                  | -                  | -                  | -           | -           | -           | 37     | 0      |
| 2021-2022              | Celta Vigo             | PD                     | 38         | 4          | CR              | 2               | 0               | -                  | -                  | -                  | -           | -           | -           | 40     | 4      |
| 2022-gen. 2023         | Celta Vigo             | PD                     | 0          | 0          | CR              | 0               | 0               | -                  | -                  | -                  | -           | -           | -           | 0      | 0      |
| Totale Celta Vigo      | Totale Celta Vigo      | Totale Celta Vigo      | 99         | 5          |                 | 6               | 0               |                    | -                  | -                  |             | -           | -           | 105    | 5      |
| gen.-giu. 2023         | Espanyol               | PD                     | 18         | 0          | CR              | 0               | 0               | -                  | -                  | -                  | -           | -           | -           | 18     | 0      |
| 2023-2024              | Villarreal             | PD                     | 4          | 0          | CR              | 0               | 0               | UEL                | 0                  | 0                  | -           | -           | -           | 4      | 0      |
| Totale Villarreal      | Totale Villarreal      | Totale Villarreal      | 37         | 4          |                 | 2               | 0               |                    | 13                 | 1                  |             | -           | -           | 52     | 5      |
| Totale carriera        | Totale carriera        | Totale carriera        | 271        | 21         |                 | 31              | 6               |                    | 30                 | 4                  |             | 4           | 0           | 336    | 31     |

### Cronologia presenze e reti in nazionale
| Cronologia completa delle presenze e delle reti in nazionale ― Spagna | Cronologia completa delle presenze e delle reti in nazionale ― Spagna | Cronologia completa delle presenze e delle reti in nazionale ― Spagna | Cronologia completa delle presenze e delle reti in nazionale ― Spagna | Cronologia completa delle presenze e delle reti in nazionale ― Spagna | Cronologia completa delle presenze e delle reti in nazionale ― Spagna | Cronologia completa delle presenze e delle reti in nazionale ― Spagna | Cronologia completa delle presenze e delle reti in nazionale ― Spagna |
| Data                                                                  | Città                                                                 | In casa                                                               | Risultato                                                             | Ospiti                                                                | Competizione                                                          | Reti                                                                  | Note                                                                  |
| --------------------------------------------------------------------- | --------------------------------------------------------------------- | --------------------------------------------------------------------- | --------------------------------------------------------------------- | --------------------------------------------------------------------- | --------------------------------------------------------------------- | --------------------------------------------------------------------- | --------------------------------------------------------------------- |
| 29-5-2016                                                             | San Gallo                                                             | Spagna                                                                | 3 – 1                                                                 | Bosnia ed Erzegovina                                                  | Amichevole                                                            | -                                                                     | 46’                                                                   |
| Totale                                                                |                                                                       | Presenze                                                              | 1                                                                     |                                                                       | Reti                                                                  | 0                                                                     |                                                                       |

## Palmarès

### Club

#### Competizioni nazionali
- Campionato spagnolo: 1

Barcellona: 2017-2018
- Coppa di Spagna: 2

Barcellona: 2016-2017, 2017-2018
- Supercoppa di Spagna: 2

Barcellona: 2016, 2018

#### Competizioni internazionali
- UEFA Europa League: 1

Siviglia: 2014-2015

### Nazionale
- Campionato d'Europa Under-19: 1

2012